# Brežice

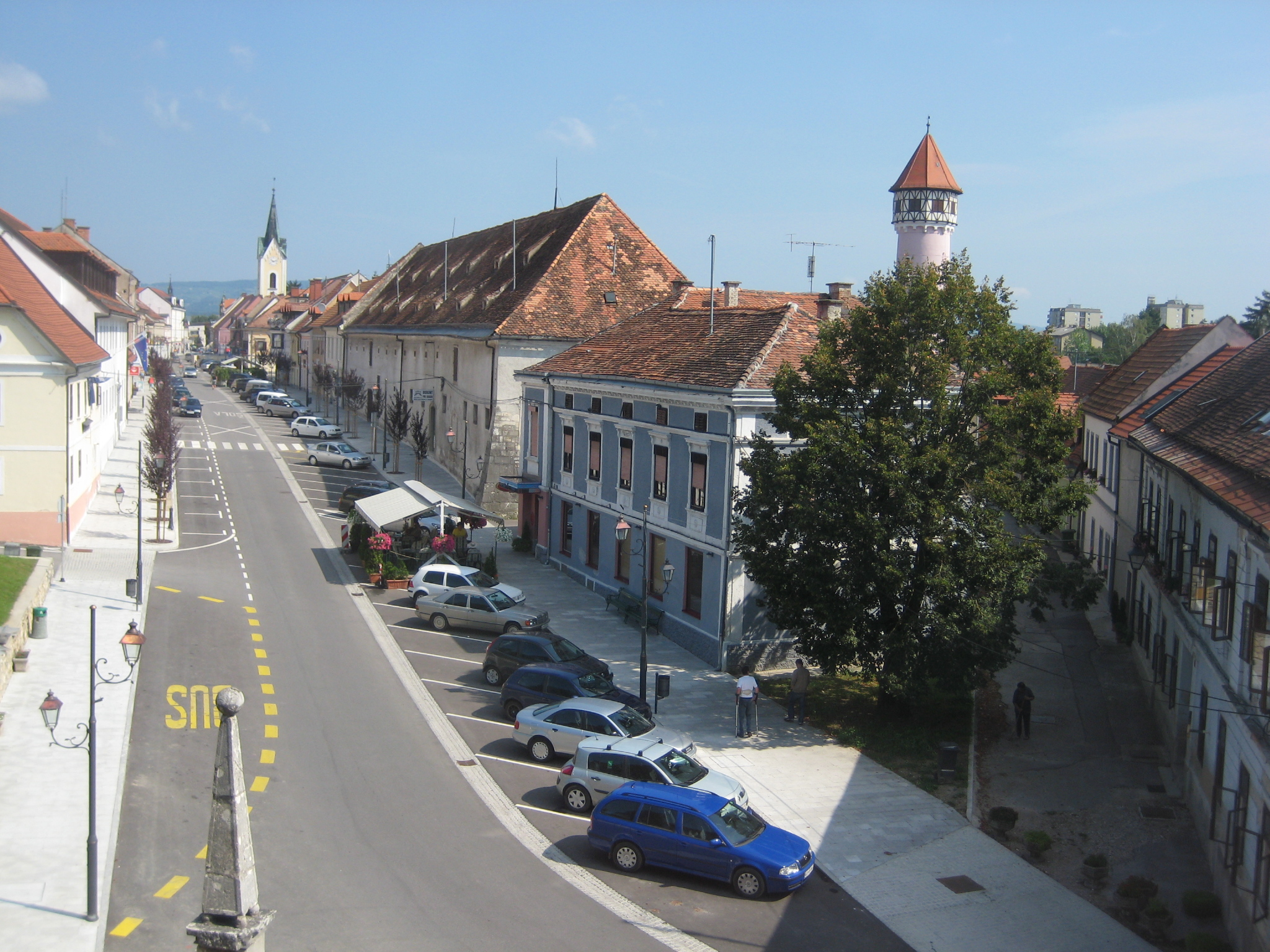
Brežice

Brežice (ausgesprochen [ˈbɾèːʒitsɛ], deutsch Rann)  ist eine Stadt in der Region Posavje (Unteres Savetal) im Osten Sloweniens, nahe der Grenze zu Kroatien. Die Stadt Brežice ist Hauptort der Gemeinde Brežice mit mehr als 100 Ortschaften und Siedlungen.

## Lage
Die Stadt liegt in der Ebene von Krško und Brežice (slowenisch Krško-Brežiška ravan) an den Mündungen von Krka sowie Sotla in die Save.

## Geschichte

### Mittelalter
1028 erfolgte eine Schenkung Kaiser Konrads II. an Graf Wilhelm von der Sann, Ehemann der Hemma von Gurk 30 Königshufen bei Kozje/Drachenburg sowie 30 Königshufen zwischen Save und Sann, Sotla und Neiring/Mirna.
Nach dem Tod ihres Mannes 1036 und ihrer Kinder gründete Hemma 1043 in Gurk ein Nonnenkloster, das 1072 durch Erzbischof Gebhard von Salzburg in ein Eigenbistum umgewandelt wurde. Gräfin Hemma übereignete dem Salzburger Erzbischof Balduin (1041–1060) ihre Güter an der Save. Daraus ging das geschlossene Salzburger Territorium mit den Herrschaften Rann/Brežice, Lichtenwald/Sevnica, Reichenburg/Brestanica, Pischätz/Pišece und Reichenstein/Raštanj hervor. Seit 1220 ist in Rann/Brežice eine Münzstätte nachweisbar. Rann wird 1314 noch als Markt bezeichnet, 1322 erstmals als Stadt mit Gericht und Maut. 1353 verlieh Erzbischof Ortolf von Weißeneck (1343–1365) Rann eine Ordnung, welche die Rechte der Bürger und das Gerichtswesen regelte. 

### Neuzeit
Um 1475 wurde ein steirisches Heer bei Rann von den Türken geschlagen. 1479 wurde Rann von dem mit dem Salzburger Erzbischof Bernhard von Rohr (1466–1481/1487) verbündeten Ungarn-König Matthias Corvinus besetzt. 1480 konnte Georg von Schaunberg bei Rann den Türken Lager, Beute und Gefangene abnehmen und sie aus dem Lande verjagen. 1490 gelang es König Maximilian I. nach dem Tod von Matthias Corvinus den Ungarn Rann (und die übrigen Salzburger Besitzungen in der Steiermark) zu entreißen. Während nach längeren Verhandlungen Maximilian die meisten Güter dem Erzstift zurückstellte, behielt er Rann (und Pettau) in habsburgischem Besitz. 1496/1515 war Rann Schauplatz von Aufständen von Zehntausenden windischer Bauern, die ihre alten Rechte (stara pravda) einforderten (Windischer Bauernkrieg). Der steirische Landeshauptmann Siegmund von Dietrichstein konnte Rann zurückerobern. 1573 wurde Rann wieder von aufständischen Bauern eingenommen („Bauernkönig“ Matija Gubec und „Bauernkaiser“ Elia Gregorič), doch von den regulären Truppen wieder entsetzt. Im 16. Jahrhundert hatte Rann als steirischer Grenzort wiederholt auch unter Türkenangriffen zu leiden. 1660 wurde in Rann ein Franziskanerkloster gestiftet. 1694 kaufte Ignaz Maria Graf Attems die Herrschaft Rann/Brežice.
Um 1880 waren 498 Einwohner deutschsprachig und 438 sprachen slowenisch.

### 20. Jahrhundert
Bis ins 20. Jahrhundert hinein blieb Rann eine deutschsprachige Stadt mit einem slowenischen Umland, eine Sprachinsel. Bei der Volkszählung 1900 gaben von den 1164 Einwohnern 723 Deutsch und 391 Slowenisch als Umgangssprache an.
Rann gehörte bis 1918 zum Herzogtum Steiermark in Österreich-Ungarn und wurde dann mit der Untersteiermark dem neuen Königreich der Serben, Kroaten und Slowenen (später Königreich Jugoslawien) zugeschlagen.
Im Zweiten Weltkrieg lag Rann von 1941 bis 8. Mai 1945 als Teil des Ranner Dreiecks in der besonderen Verwaltungseinheit CdZ-Gebiet Untersteiermark, die später dem Deutschen Reich angegliedert werden sollte. Dann kam es wieder zu Jugoslawien.
Im Herbst 2010 wurde in einem ehemaligen Panzergraben beim Dorf Mostec (dt. Brückel am Gurk) nahe Brežice ein Massengrab aus der Zeit kurz nach dem Zweiten Weltkrieg gefunden.

## Persönlichkeiten
- Stanka Hrastelj (* 1975), Dichterin und Schriftstellerin
- Barbara Lazović (* 1988), Handballspielerin

## Sehenswürdigkeiten und Aktivitäten
Brežice besitzt ein reiches historisches und kulturelles Erbe.
- Das Posavje-Museum (slowenisch: Posavski muzej Brežice) befindet sich im Schloss Brežice (Schloss Rann) und enthält archäologische und ethnologische Exponate, Exponate zum kroatischen und slowenischen Bauernaufstand sowie eine Sammlung moderner Geschichte. Es ist eines der größten Regionalmuseen des Landes.[7]
- Weitere Wahrzeichen der Stadt sind der Wasserturm aus dem Jahr 1914 sowie die Doppelbögen der 527 m langen Eisenbrücke, die die Flüsse Save und Krka überspannt.[8]
- Bei Čatež ob Savi (deutsch: Tschatesch) befindet sich die Therme Čatež, in Dobova die Therme Paradiso.[9][10]
- Hügelland von Bizeljsko mit Schloss Bizeljsko
- Weinanbaugebiet Bizeljsko–Sremič
- Schloss Mokritz (Ortsteil Rajec)